# الغواصة الألمانية يو-245
غواصة يو-245 غواصة يو ألمانية من الفئة السابعة سي بنيت لسلاح بحرية ألمانيا النازية كريغسمارينه، في أحواض فريدريش كروب خلال الحرب العالمية الثانية.